# أندريس سيرانو
أندريس سيرانو (بالإنجليزية: Andres Serrano)‏ هو مصور أمريكي، ولد في 15 أغسطس 1950 في نيويورك في الولايات المتحدة.

## وصلات خارجية
- الموقع الرسمي
- أندريس سيرانو على موقع الموسوعة البريطانية (الإنجليزية)
- أندريس سيرانو على موقع إن إن دي بي (الإنجليزية)